# Silver River (Irlande)
Pour les articles homonymes, voir Silver River (homonymie).
La Silver River (en irlandais, Abhainn Airgid) prend sa source dans les Slieve Bloom Mountains au sud du comté d'Offaly au centre de l'Irlande. Le village de Cadamstown, sur la rivière, héberge la Silver River Geological Reserve.

## Cours
La Silver River prend sa source sur les pentes nord-ouest de Baureigh Mountain (486 m) et descend vers Cadamstown, la première localité qu'elle rencontre. Coulant vers l'ouest, elle passe Ballyboy et Kilcormac avant de tourner vers le nord pour rejoindre la Brosna près de Ferbane. 
La Brosna coule à l'ouest de la confluence pour rejoindre la Shannon à Shannon Harbour.
La Silver River draine majoritairement le comté d'Offaly mais coule brièvement dans le comté de Westmeath.

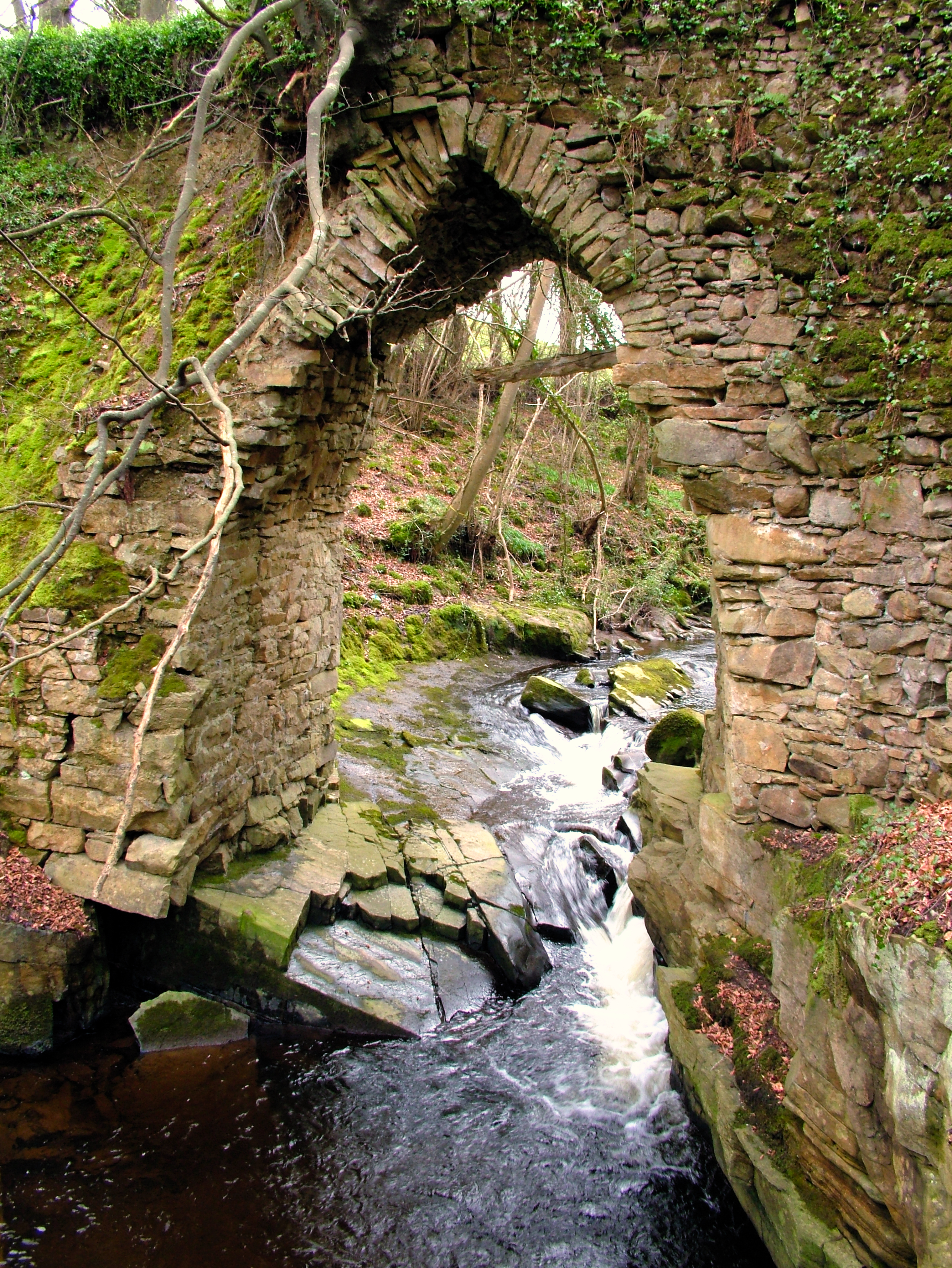
Ardara Bridge, Cadamstown.
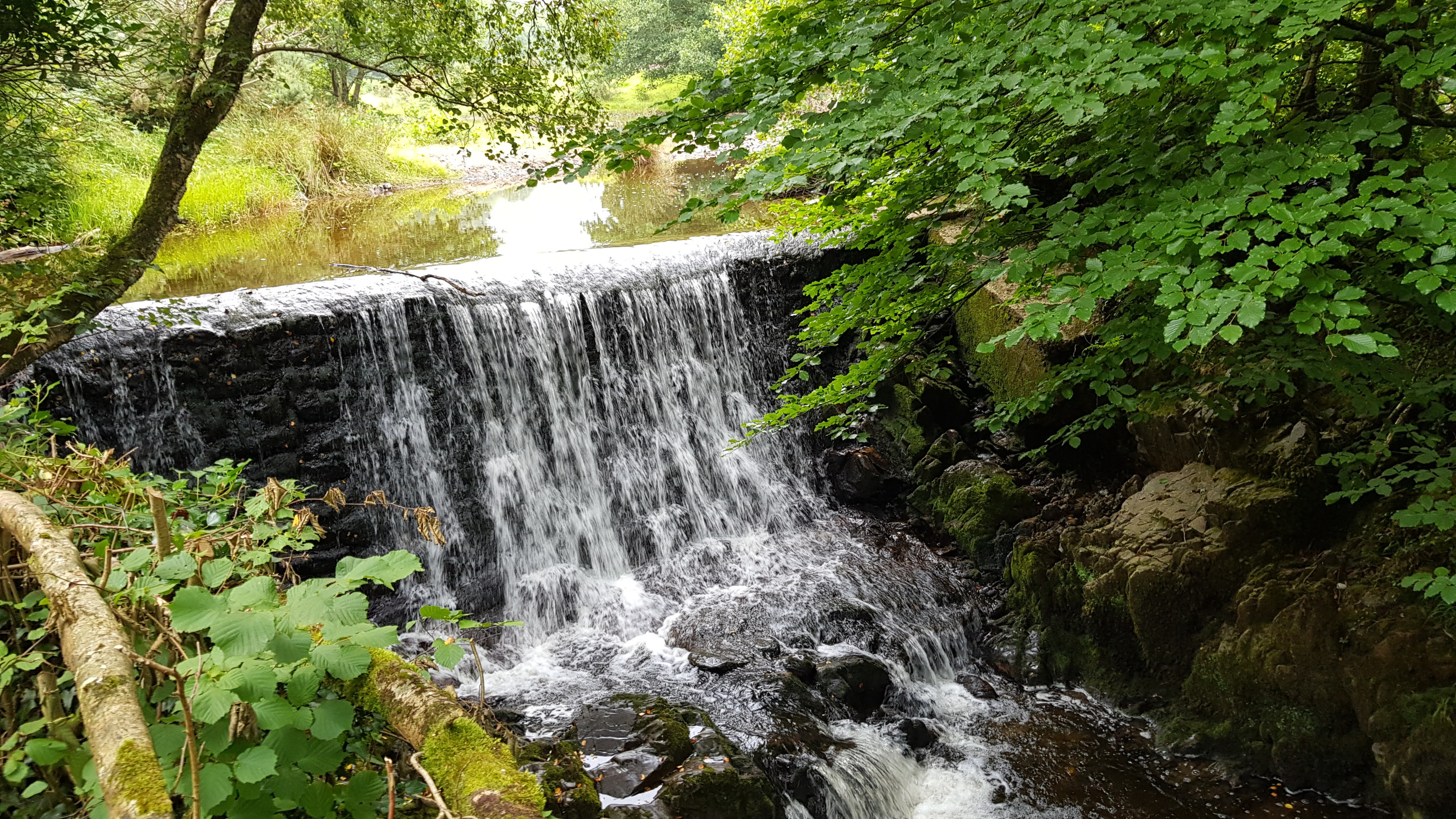
Retenue, près de Cadamstown.
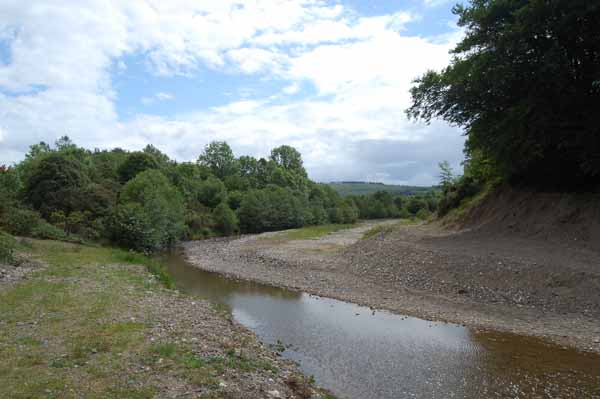
Partie plus calme.